# Baie-Saint-Paul
Cet article possède un paronyme, voir Baie de Saint-Paul.
Baie-Saint-Paul est une ville canadienne au Québec, chef-lieu de la MRC de Charlevoix, dans la région de la Capitale-Nationale. Située à l'embouchure de la rivière du Gouffre dans le fleuve Saint-Laurent, elle compte plus de 7 000 habitants et constitue un centre économique et culturel. La municipalité est membre de la Fédération des Villages-relais du Québec.

## Toponymie
La baie qui s'ouvre à l'embouchure de la rivière du Gouffre a d'abord été dénommée « baie de l'Islet » (1550), puis Samuel de Champlain lui donna le nom de « baie du Gouffre ». Le nom de baie Saint-Paul apparaît en 1641 sur un plan de Jean Bourdon sans que son origine ne soit précisée. Le village qui se développa au fond de la baie prit d'abord le nom de Saint-Pierre et Saint-Paul de la baie Saint-Paul (1845), avant que cette dénomination soit simplifiée en Baie-Saint-Paul (1964).

## Histoire

### Colonisation
Le territoire de l'actuelle Baie-Saint-Paul se trouvait à la limite entre les seigneuries de la Côte-de-Beaupré, concédée en 1636, et de la Rivière-du-Gouffre, concédée en 1682. Dès le milieu du XVIIe siècle, le site fut occupé par des colons, notamment les familles Tremblay, Simard et Bouchard, qui s'y installèrent pour l'exploitation de la forêt et plus tard, pour l'agriculture. La paroisse fut créée en 1681.

## Géographie
La ville de Baie-Saint-Paul s'étend sur les deux rives de la rivière du Gouffre à moins d'un kilomètre de son embouchure dans le fleuve Saint-Laurent, face à l'île aux Coudres. Elle est surmontée par plusieurs hauteurs (cap aux Corbeaux, cap aux Rets, montagne de l'Hospice) qui encadrent la vallée.

### Accès
Baie-Saint-Paul est traversée par la route 138, qui la relie à Québec à l'ouest et à La Malbaie à l'est. La route 362 mène de Baie-Saint-Paul à La Malbaie en longeant le fleuve Saint-Laurent et en passant notamment par Les Éboulements. Quant à la route 381, elle joint Baie-Saint-Paul à la ville de Saguenay au nord.

### Quartiers
Outre l'agglomération centrale, la municipalité de Baie-Saint-Paul englobe aussi le quartier de Cap-aux-Corbeaux et le hameau de Saint-Placide.

Logo de la ville

### Hydrographie
Les cours d'eau qui traversent la municipalité font partie du bassin versant de l'estuaire moyen du Saint-Laurent.
La rivière du Gouffre traverse l'est de la municipalité du nord vers le sud jusqu'à sa confluence avec le fleuve recevant sur sa rive droite les eaux des rivières Rémy, des Mares et Bras du Nord-Ouest .
La rivière Savane du Nord traverse le nord-ouest jusqu'à sa confluence avec la rivière Sainte-Anne qui coule dans l'ouest de la municipalité du nord vers le sud.
Plusieurs ruisseaux coulent dans la municipalité dont le ruisseau du Pied du Mont, La Grosse Décharge Est, La Grosse Décharge Ouest, la rivière à Ange, rivière à Renaud le ruisseau du moulin, le ruisseau Michel, le ruisseau de la goudrounerie, le ruisseau du golf et le ruisseau du milieu.

## Démographie
| 1996  | 2001  | 2006  | 2011  | 2016  | 2021  |
| ----- | ----- | ----- | ----- | ----- | ----- |
| 7 366 | 7 290 | 7 288 | 7 332 | 7 146 | 7 371 |

## Administration
| Période                                  | Période  | Identité                  | Étiquette | Qualité |
| ---------------------------------------- | -------- | ------------------------- | --------- | ------- |
| Les données manquantes sont à compléter. |          |                           |           |         |
| 1893                                     | 1897     | Arsène-Hidalla Simard     |           |         |
| 1897                                     | 1901     | Pierre D'Auteil           |           |         |
| 1901                                     | 1904     | Dr Eugène Guillemette     |           |         |
| 1904                                     | 1905     | Michel Tremblay           |           |         |
| 1905                                     | 1913     | Émile Gagnon              |           |         |
| 1913                                     | 1915     | Médéric Tremblay          |           |         |
| 1915                                     | 1917     | François Boivin           |           |         |
| 1917                                     | 1919     | Joseph Gariépy            |           |         |
| 1919                                     | 1921     | J. Onézime Paré           |           |         |
| 1921                                     | 1933     | Euloge Tremblay           |           |         |
| 1933                                     | 1935     | François-Xavier Gariépy   |           |         |
| 1935                                     | 1939     | J.-Émile Boivin           |           |         |
| 1939                                     | 1940     | J.-Étienne Desgagné       |           |         |
| 1940                                     | 1941     | Joseph Girard             |           |         |
| 1941                                     | 1943     | J.-Émile Boivin           |           |         |
| 1943                                     | 1949     | Henri Tremblay            |           |         |
| 1949                                     | 1951     | Joseph Girard             |           |         |
| 1951                                     | 1955     | Charles-Édouard Tremblay  |           |         |
| 1955                                     | 1959     | Joseph Girard             |           |         |
| 1959                                     | 1962     | Charles-Édouard Tremblay  |           |         |
| 1962                                     | 1965     | Philippe Harvey           |           |         |
| 1965                                     | 1967     | Jean-René Gaudreault      |           |         |
| 1967                                     | 1970     | Edmour Simard             |           |         |
| 1970                                     | 1972     | Philippe Harvey           |           |         |
| 1972                                     | 1974     | Philippe Desgagné         |           |         |
| 1974                                     | 1978     | Désiré Ménard             |           |         |
| 1978                                     | 1982     | Roland Bouchard           |           |         |
| 1982                                     | 1986     | Augustin Côté             |           |         |
| 1986                                     | 1999     | Jacinthe Blackburn Simard |           |         |
| 1999                                     | En cours | Jean Fortin               |           |         |

Les élections municipales se font en bloc et suivant un découpage de six districts.
| Baie-Saint-Paul Maires depuis 2003                                                                                   |                |         |          |
| Élection | Maire          | Qualité | Résultat |
| 2003 | Jean Fortin    |         | Voir     |
| 2005 | Jean Fortin    | Voir    |          |
| 2009 | Jean Fortin    | Voir    |          |
| 2013 | Jean Fortin    | Voir    |          |
| 2017 | Jean Fortin    | Voir    |          |
| 2021 | Michaël Pilote |         | Voir     |
| Élection partielle en italique Depuis 2005, les élections sont simultanées dans toutes les municipalités québécoises |                |         |          |

## Climat
| Mois                                  | jan.     | fév.       | mars     | avril    | mai       | juin      | jui.      | août     | sep.    | oct.    | nov.       | déc.      | année |
| ------------------------------------- | -------- | ---------- | -------- | -------- | --------- | --------- | --------- | -------- | ------- | ------- | ---------- | --------- | ----- |
| Température minimale moyenne (°C)     | −18,2    | −16        | −9,5     | −1,6     | 4,5       | 10        | 12,9      | 11,7     | 7,1     | 1,8     | −4,4       | −13,5     | −1,3  |
| Température moyenne (°C)              | −12,5    | −10,2      | −4,4     | 2,9      | 10,1      | 15,6      | 18,5      | 17,1     | 12,2    | 6,3     | −0,5       | −8,7      | 3,9   |
| Température maximale moyenne (°C)     | −6,9     | −4,5       | 0,7      | 7,4      | 15,6      | 21,2      | 23,9      | 22,5     | 17,3    | 10,8    | 3,5        | −3,8      | 9     |
| Record de froid (°C) date du record   | −36 1981 | −34,4 1975 | −32 1992 | −18 1995 | −6,7 1966 | −0,5 1982 | 2,8 1969  | 0,5 1986 | −5 1980 | −9 1992 | −23,9 1978 | −33 1980  |       |
| Record de chaleur (°C) date du record | 11 1986  | 12 1981    | 16 1986  | 30 1990  | 35,5 1992 | 33,9 1967 | 35,6 1963 | 34 2001  | 33 2001 | 25 1988 | 18,5 1996  | 13,5 2001 |       |
| Précipitations (mm)                   | 74,1     | 63         | 83,5     | 94,6     | 95,5      | 94,7      | 86,3      | 85,9     | 83,4    | 80,3    | 79,1       | 78,8      | 999,3 |

## Économie
L'économie de Baie-Saint-Paul a longtemps reposé sur l'agriculture et l'industrie forestière. Ces ressources naturelles étaient cependant insuffisantes pour lui permettre de développer un tissu industriel florissant, comme dans d'autres régions.

### Tourisme
Depuis une trentaine d'années, le tourisme est devenu l'une des principales ressources économiques de la ville, grâce à son activité culturelle (galeries d'art) et ses paysages pittoresques.
L'attraction principale de la région est sans contredit le cratère de Charlevoix, un cratère météoritique de 56 km créé il y a 350 millions d'années par l'impact d'une météorite de 2 km de diamètre. En juillet et en août, à partir de Baie Saint-Paul, il est possible de participer quotidiennement à des visites commentées du cratère organisées par un organisme scientifique à but non lucratif. Ces visites permettent de découvrir la géologie de la région, l'origine du cratère, les aménagements humains qui sont rendus possibles grâce au cratère ainsi que la flore de la région diversifiée par la présence du cratère. Durant le reste de l'année, les mêmes visites sont organisées sur demande.
Dans un rayon de 50 km figurent aussi trois importants sites de plein air:
- le parc national des Hautes-Gorges-de-la-Rivière-Malbaie ;
- le parc national des Grands-Jardins ;
- la station de ski Le Massif.

### Services
Baie-Saint-Paul est un centre régional de services possédant notamment:
- un hôpital ;
- un CLSC ;
- un Centre de réadaptation en déficience intellectuelle (CRDI) ;
- un poste de Sûreté du Québec ;
- une école secondaire (Polyvalente Saint-Aubin) ;
- le siège de la Commission scolaire de Charlevoix ;
- un centre culturel.

## Culture
Baie-Saint-Paul a été choisie Capitale culturelle du Canada en 2007.

### Peinture
Depuis le début du XXe siècle, les paysages de Charlevoix ont attiré les peintres (Clarence Gagnon, René Richard, André Bieler). Le peintre impressionniste américain Karl James Anderson installé à Westport en 1912, voyage tout au long des années 1930, dans la région avec d'autres artistes de Westport.
Baie-Saint-Paul est peu à peu devenu un centre artistique d'importance. La rue Saint-Jean-Baptiste regorge aujourd'hui de galeries d'art.

### Cirque
Le Cirque du Soleil a fait ses débuts à Baie-Saint-Paul en 1982 sous le nom de Club des Talons hauts, une troupe de spectacles de rue. En 2009, des festivités rappelèrent cette origine.

### Cinéma
En 1984, plusieurs scènes extérieures du film La Guerre des tuques furent tournées à Baie-Saint-Paul.

### Gastronomie
Le fromage La Tomme de Brebis de Charlevoix est fabriqué à Baie-Saint-Paul par la Maison d'affinage Maurice Dufour, tout comme le fromage Migneron. Production du Fleurmier également.

### Artistes contemporains de la municipalité
- Caroline Tremblay (1972– ) –  (dite HERMINE) artiste peintre, sculptrice, photographe

## Sources d'eau minérale
On y a remarqué la présence de sources d'eau à l'odeur de soufre.

## Galerie

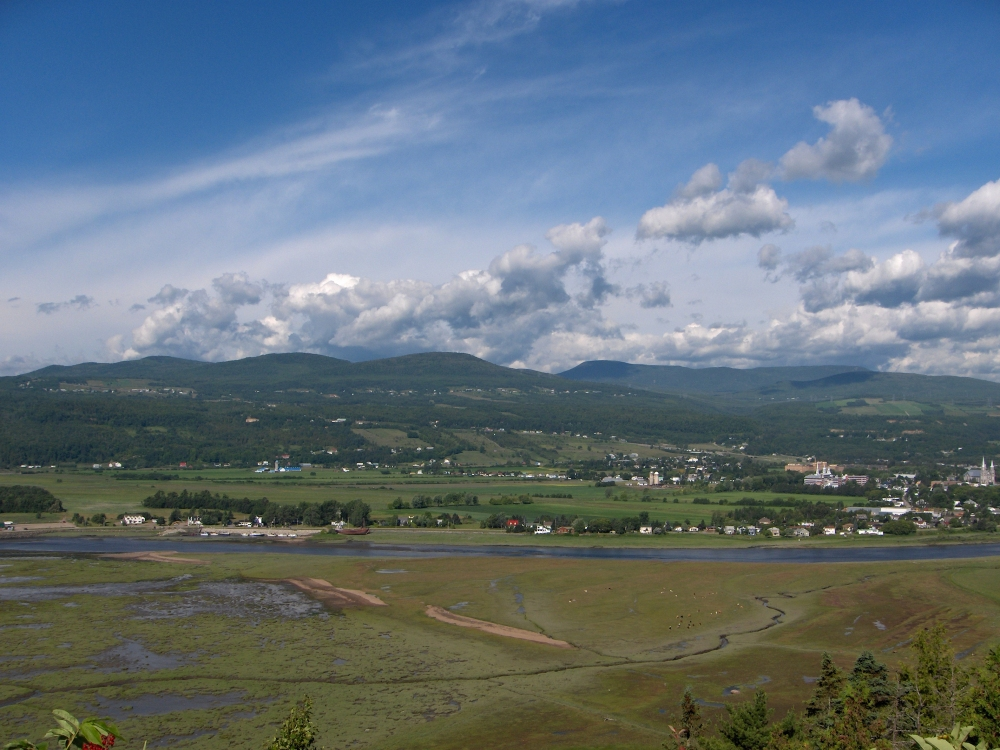
Le village.
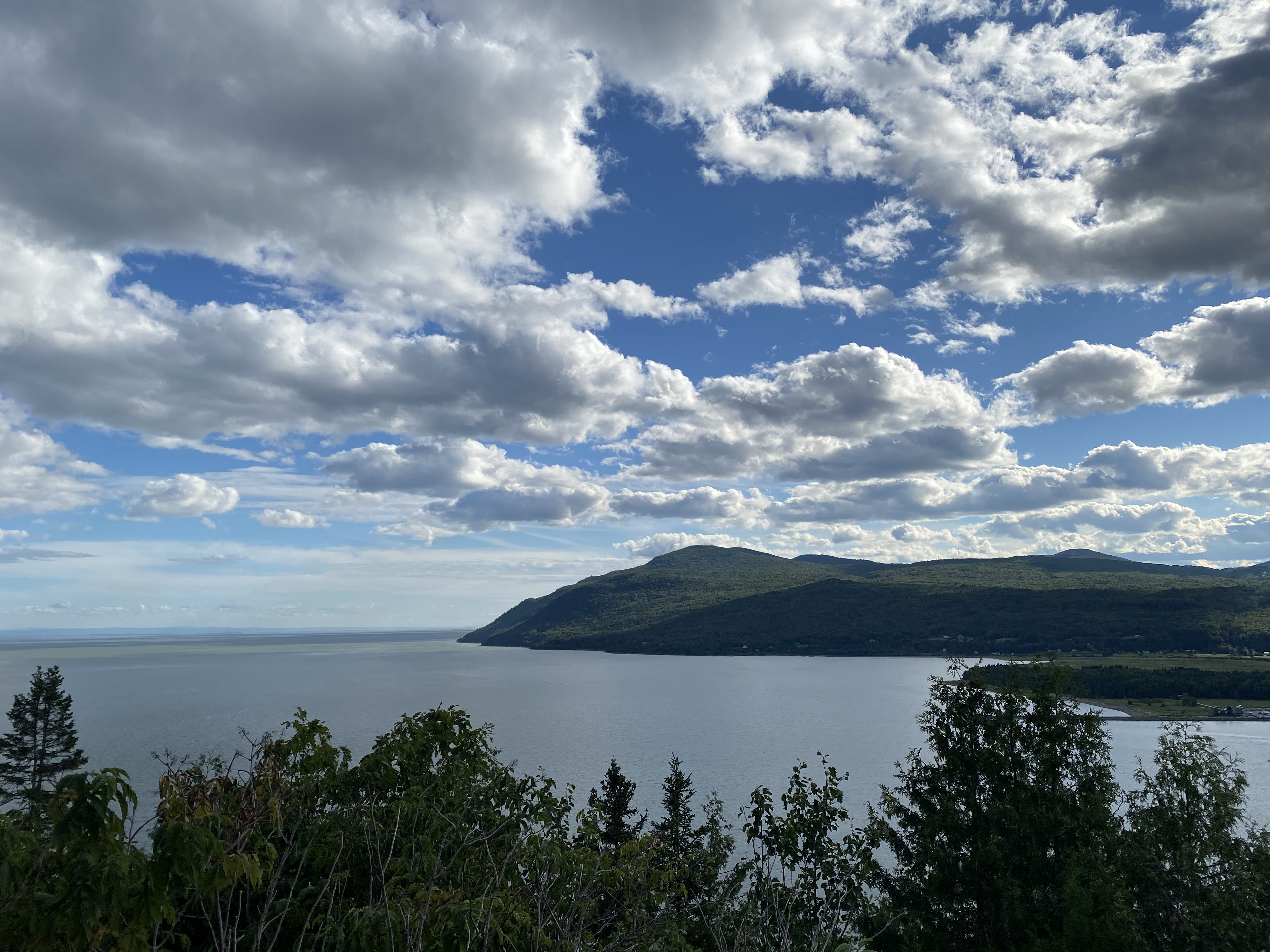
Vue sur le Fleuve St-Laurent (2020).
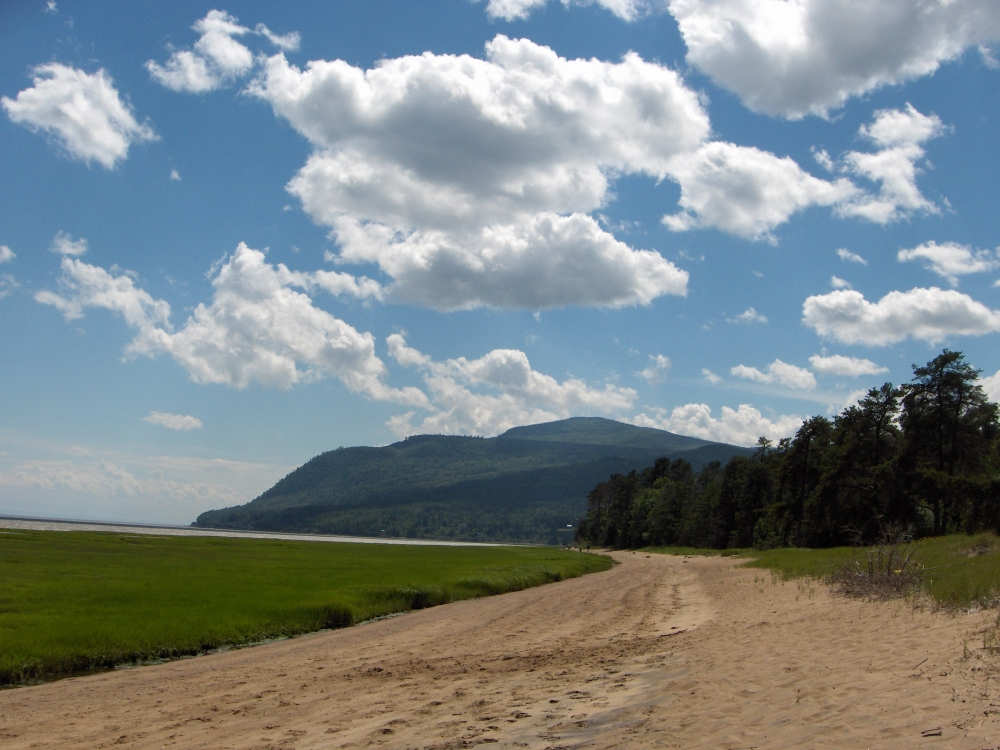
La plage.
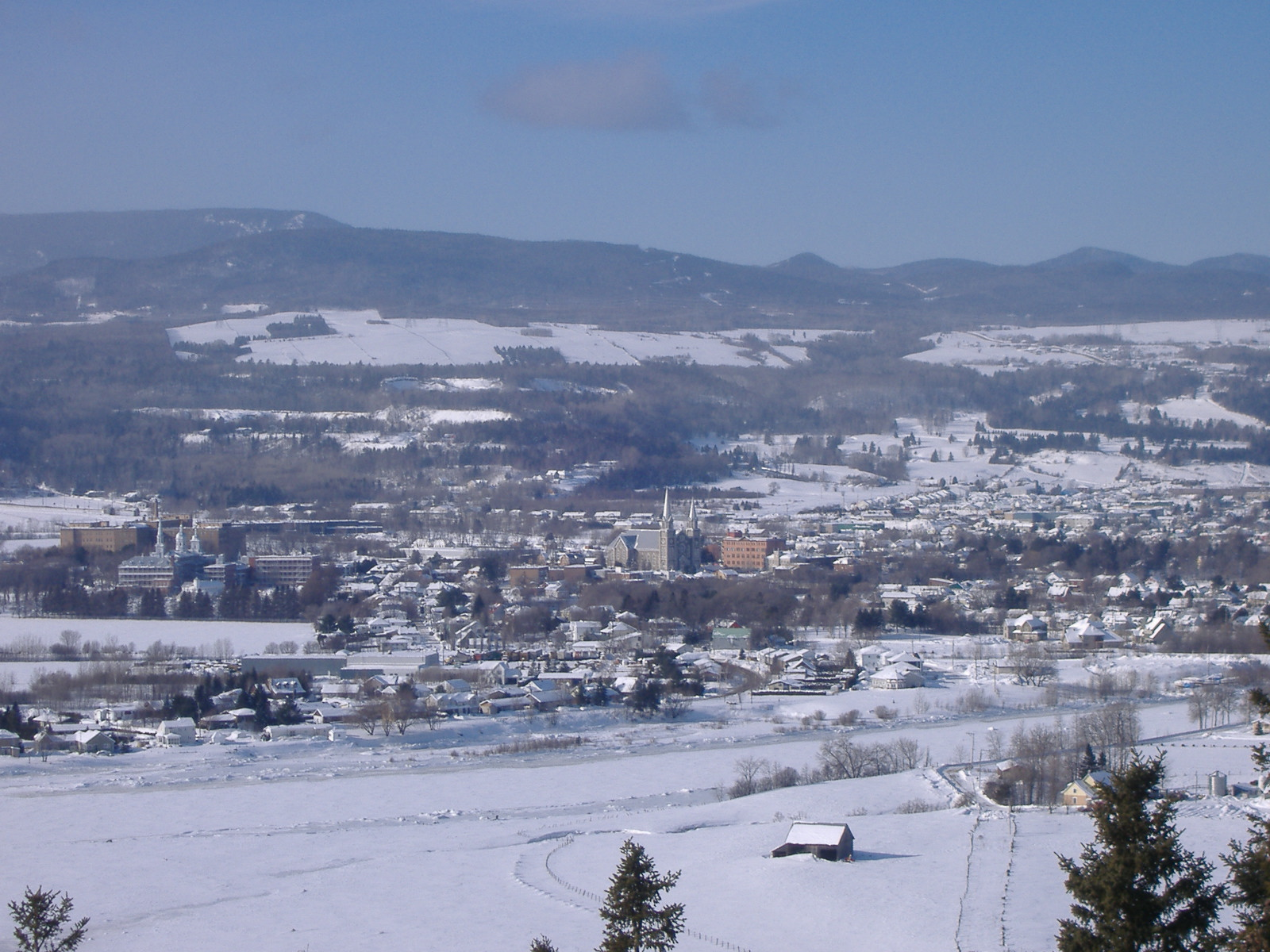
En hiver.
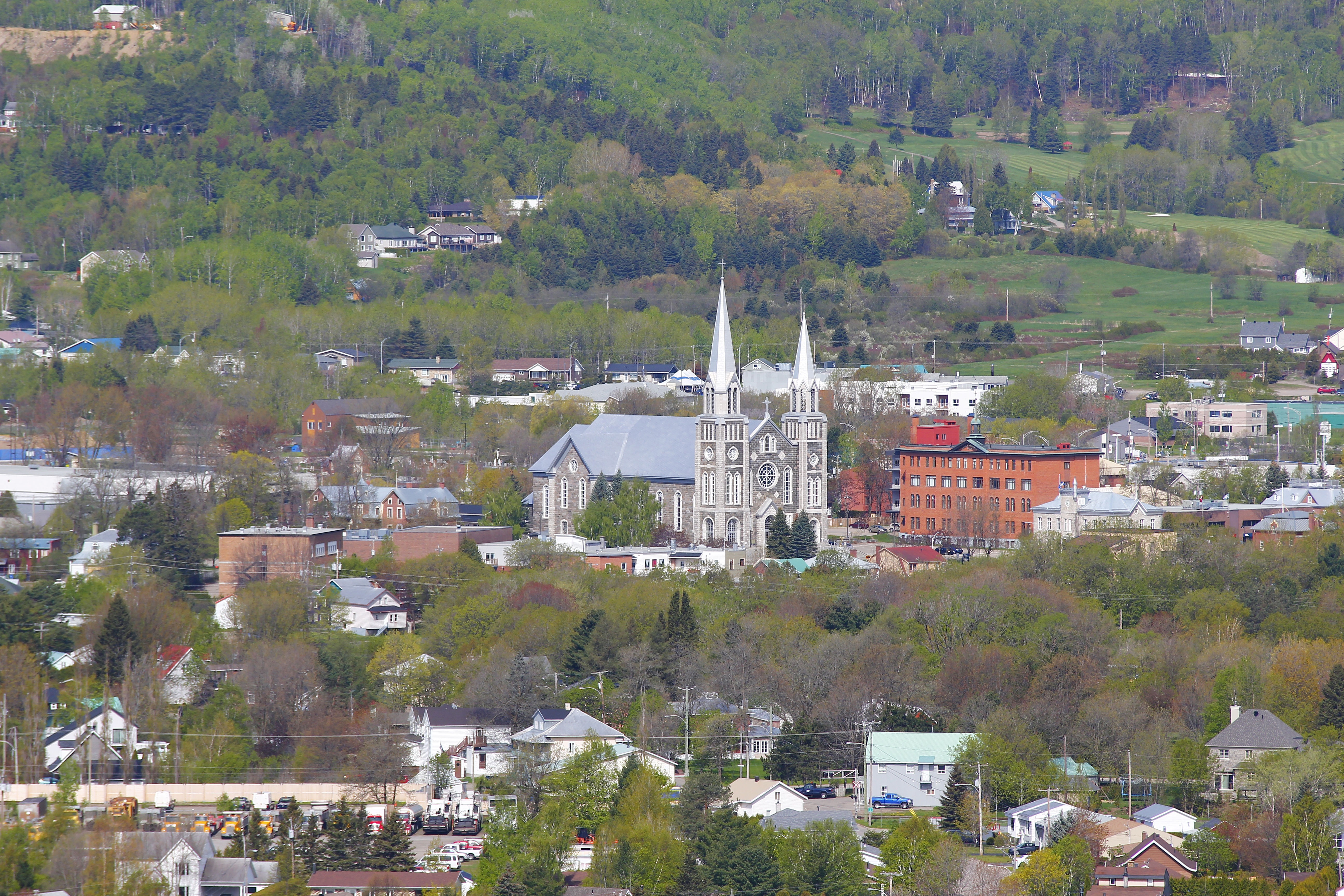
Le 24 mai 2015.
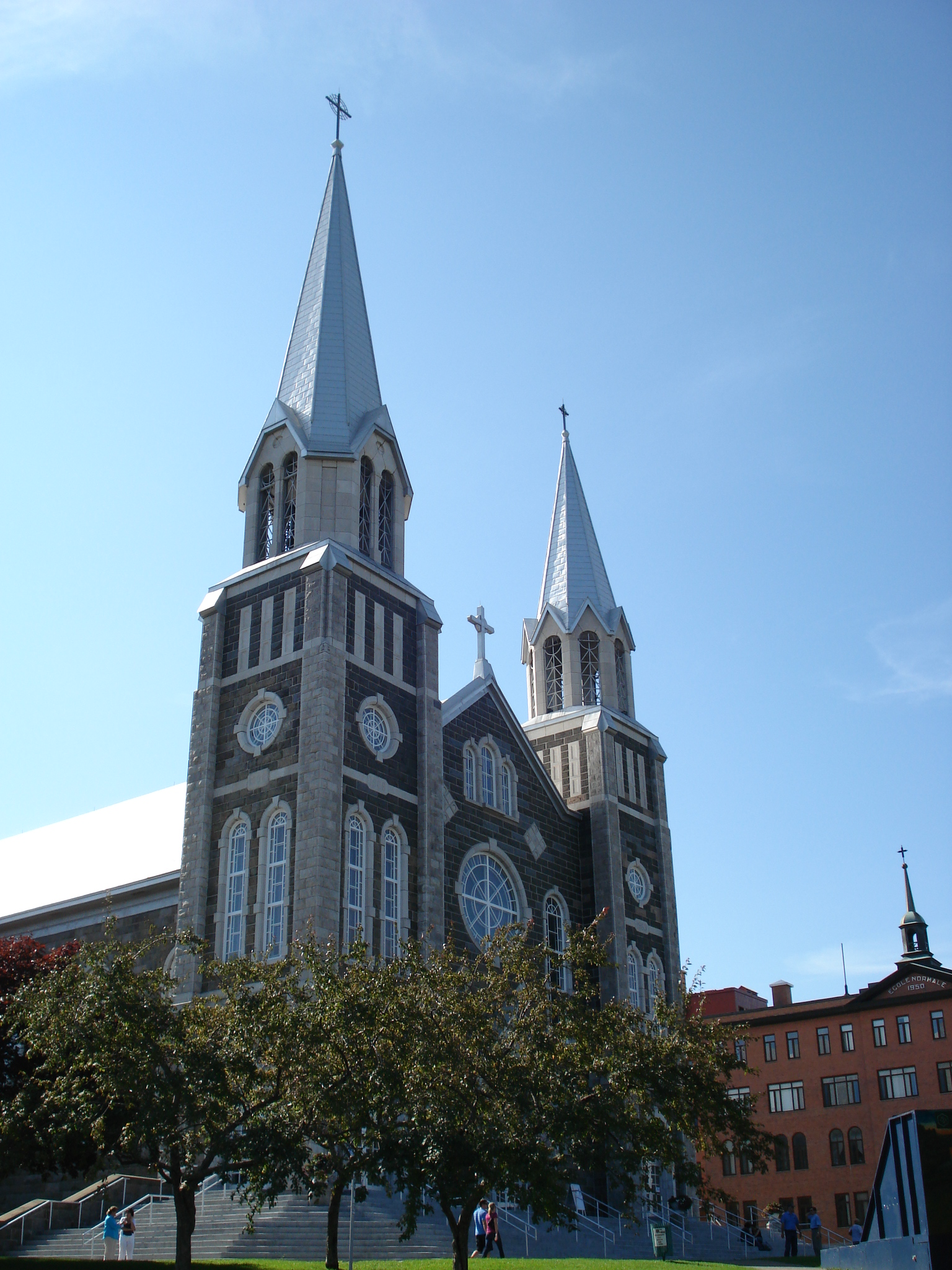
L'église.
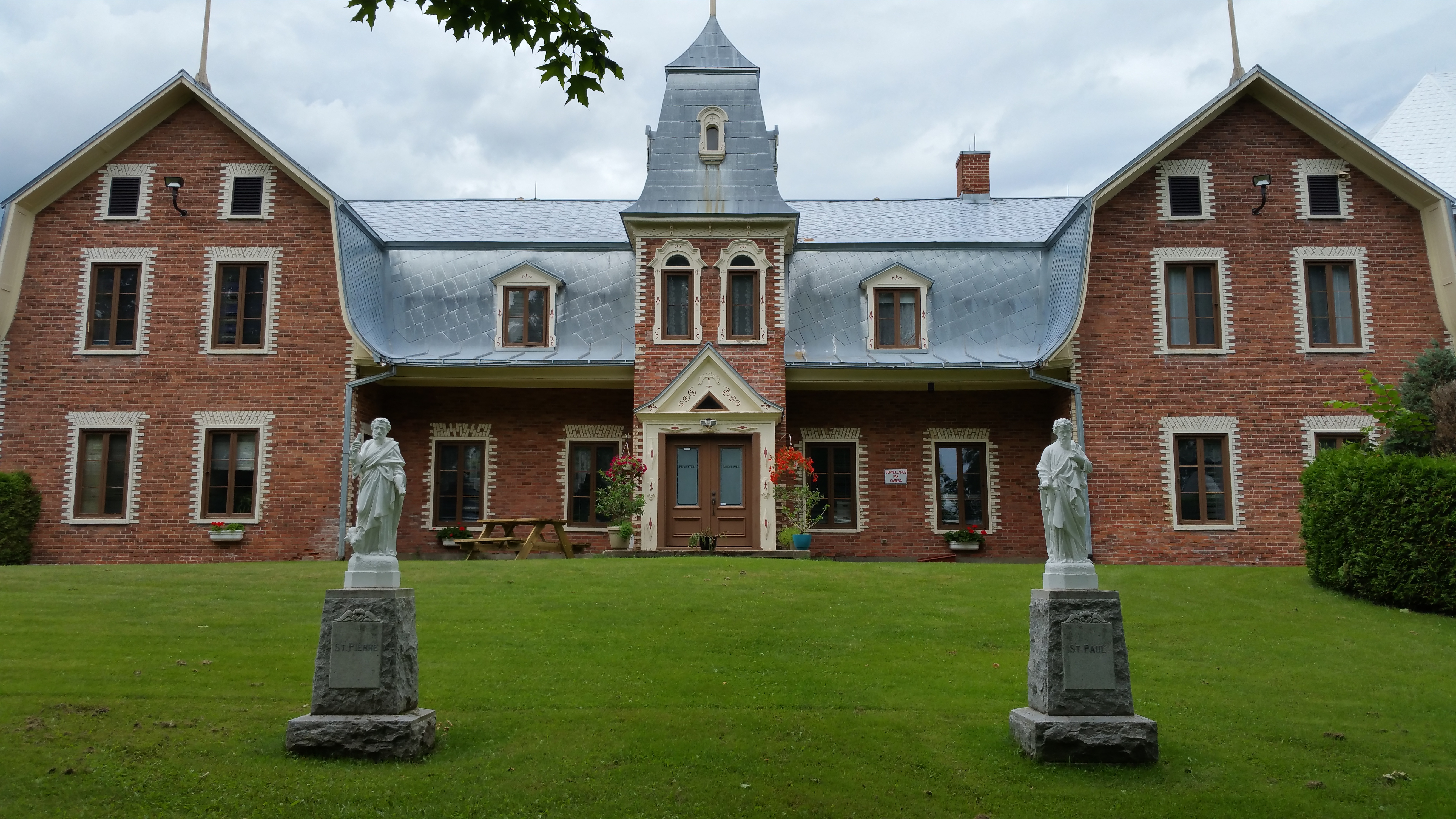
Le presbytère.
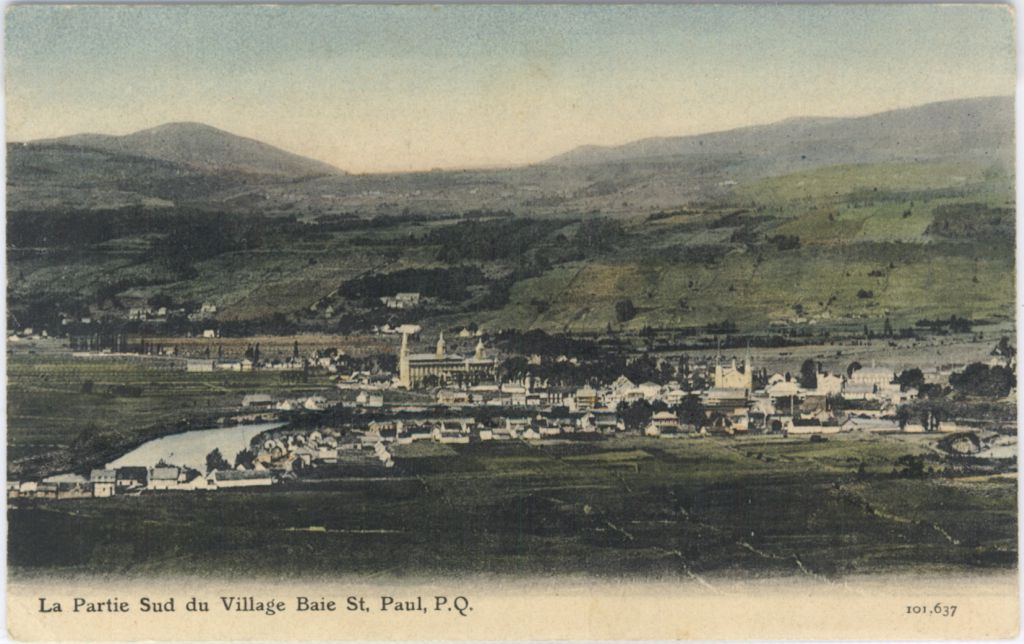
Baie St-Paul entre 1903-1920.
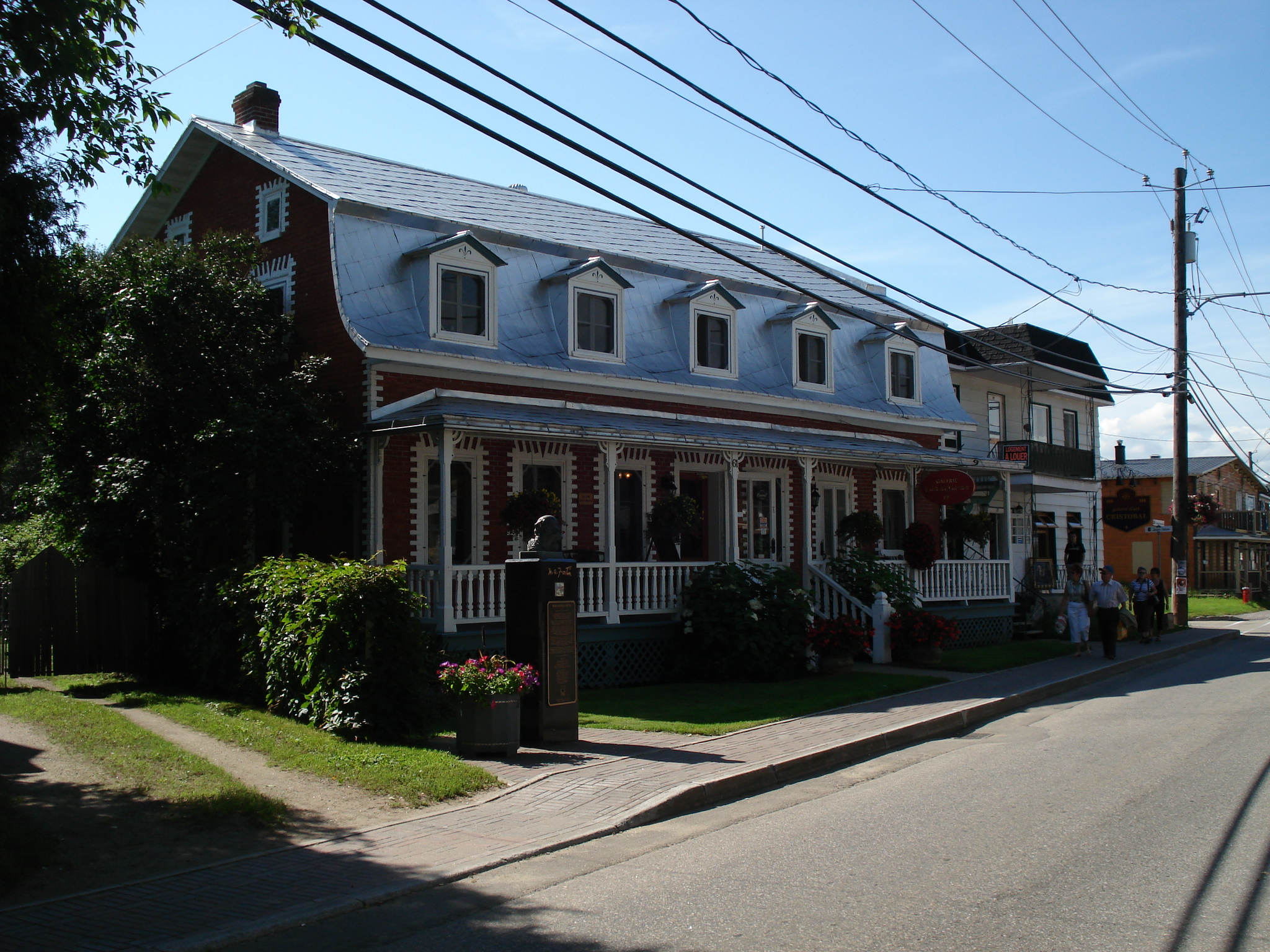
La galerie Pointe Rouge.
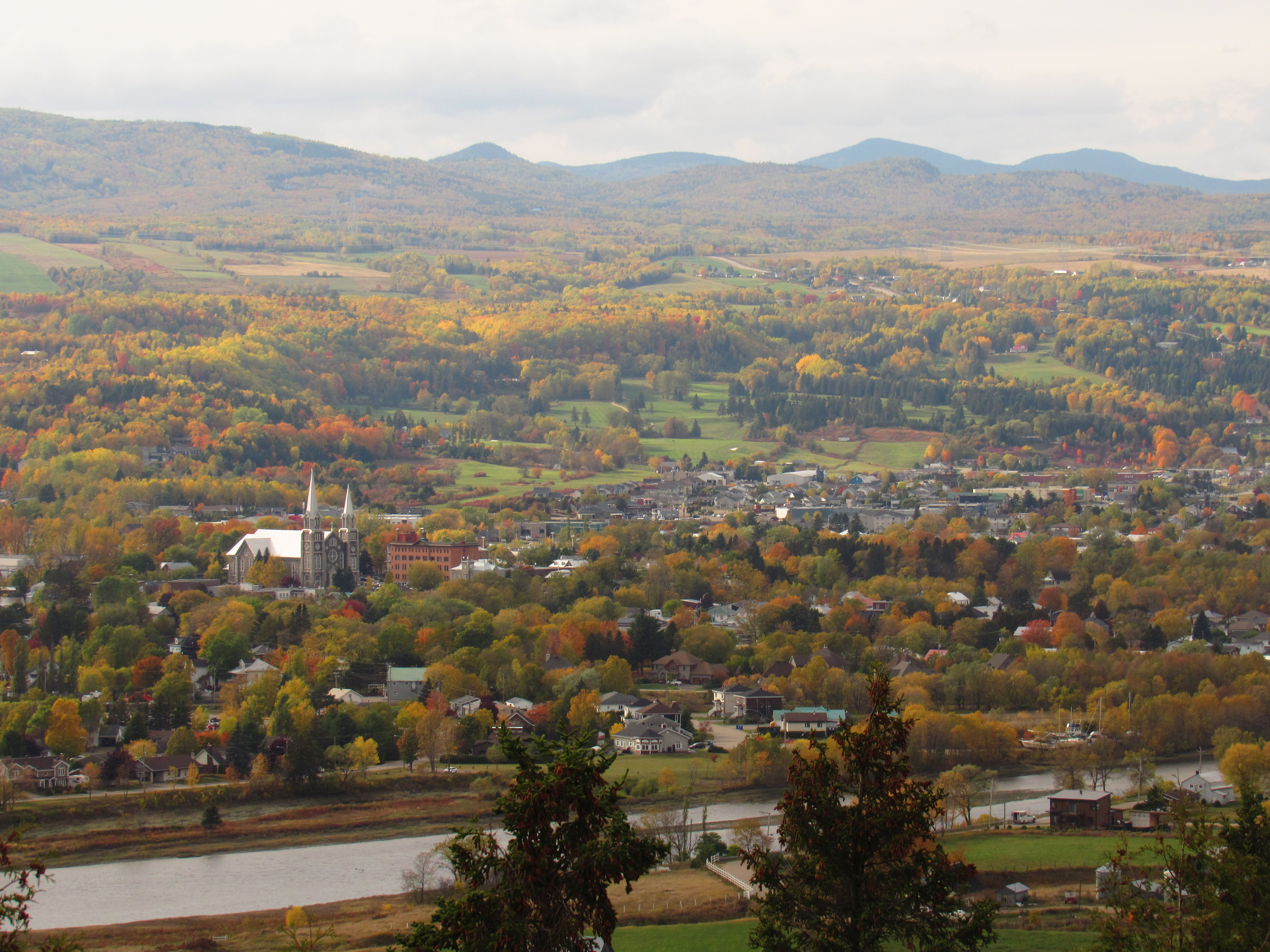
Baie-St-Paul en automne